# Роберт, Карл
Карл Роберт (нем. Carl Georg Ludwig Theodor Herwig Joseph Robert; 8 марта 1850, Марбург — 17 января 1922, Галле) — немецкий филолог-классик и археолог.

## Биография
Начал изучение классической филологии и археологии в Боннском университете под руководством Отто Яна, Рейнгарда Кекуле и Антона Шпрингера. В 1870 году ушёл добровольцем на Франко-прусскую войну.
В 1877 году Роберт стал экстраординарным профессором в Берлинском университете, а в 1880 году получил там же личную ординатуру. В 1890 году он был назначен заведующим кафедрой классической филологии и археологии в Университете Галле. В Галле Роберт занимал должность директора университетского археологического музея, в котором сделал важные улучшения с помощью новых изобретений. В 1920-е годы музей был переименован в «Робертинум» в честь его достижений.
Вместе с Ф. Матцем (старшим) Карл Роберт готовил к выпуску первые тома проекта «Античные рельефы на саркофагах». В числе прочих, он изучал Мирмекийский саркофаг и близкий к нему по изобразительной программе саркофаг из собрания графов Строгановых, ныне находящиеся в Эрмитаже.

## Награды
- Орден Красного орла 3-го класса (1914) (Королевство Пруссия)
- Орден Короны 2-го класса (1917) (Королевство Пруссия)
- Орден Полярной звезды, рыцарский крест (Королевство Швеция)